# NewYork-Presbyterian Hospital

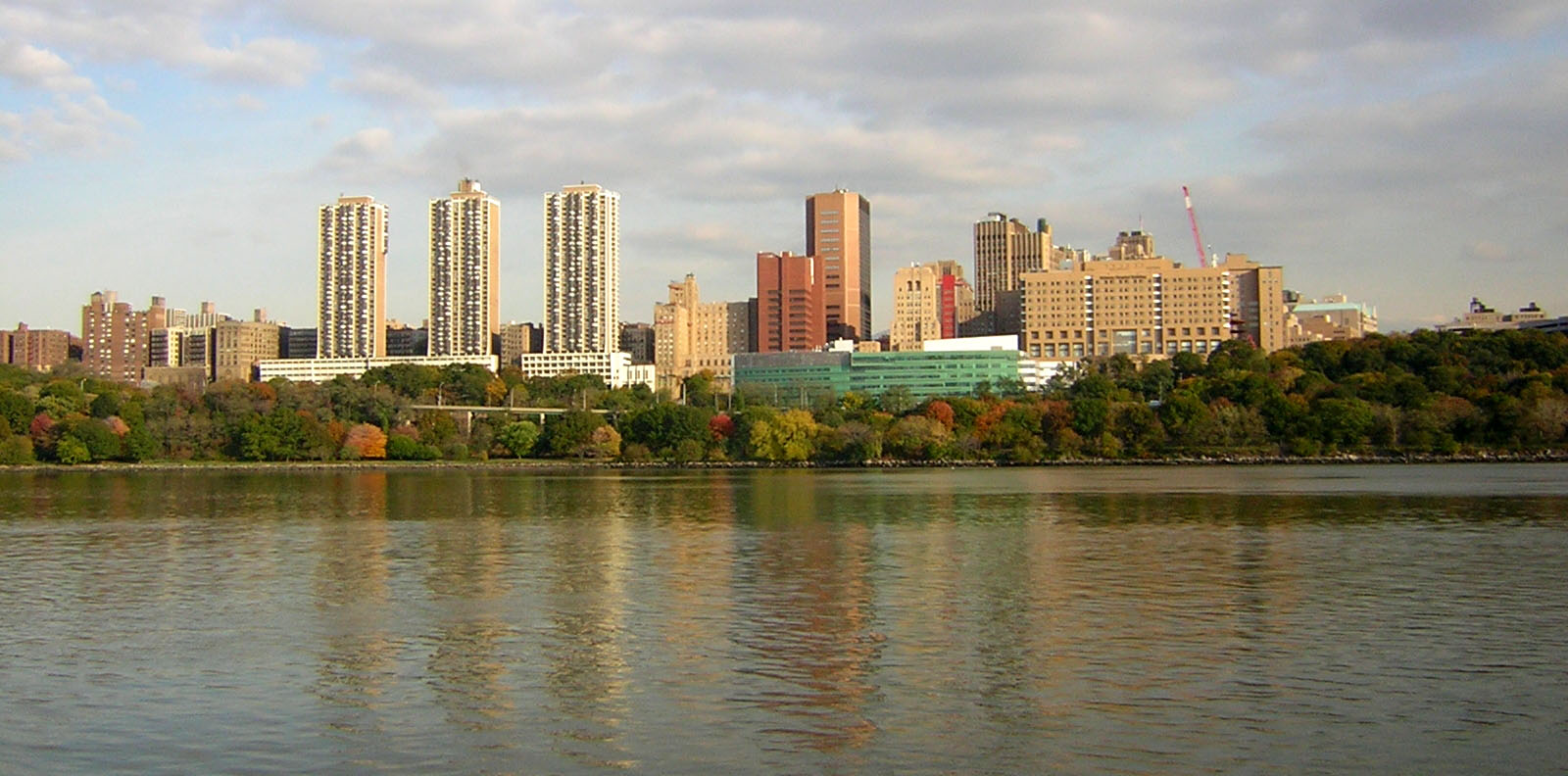
Das Columbia University Medical Center des NewYork-Presbyterian Hospital

Das NewYork-Presbyterian Hospital ist ein Krankenhaus in New York City, das als Universitätsklinikum mit den medizinischen Fakultäten der Columbia University und der Cornell University verbunden ist. Es entstand 1998 durch Zusammenschluss des 1771 gegründeten New York Hospital, des historisch zweitältesten Krankenhauses in den USA, und des seit 1868 bestehenden Presbyterian Hospital.
Das NewYork-Presbyterian Hospital ist mit 2.200 Betten das größte Krankenhaus von New York und an mehreren Standorten in allen fünf New Yorker Bezirken – Bronx, Brooklyn, Manhattan, Queens und Staten Island – sowie im Umland der Stadt in Westchester County, auf Long Island und in New Jersey vertreten. Zu den wichtigsten Einrichtungen zählen das Columbia University Medical Center, das Weill Cornell Medical Center, das Allen Hospital, das Morgan Stanley Children's Hospital und NewYork-Presbyterian Hospital / Westchester Division. Mit mehr als 17.750 Mitarbeitern ist das NewYork-Presbyterian Hospital der größte private Arbeitgeber in New York. Die Zahl der ambulant behandelten Patienten lag 2010 bei über 1,4 Millionen, hinzu kamen fast 200.000 Notfallpatienten, nahezu 120.000 stationär aufgenommene Patienten und rund 12.800 Geburten. Im gleichen Jahr betrugen die Erträge des Krankenhauses rund 3,4 Milliarden US-Dollar.

## Wanderfalkenbrutplatz
Seit 1988 brüten Wanderfalken am Hospital.